# NGC 7832
NGC 7832 é uma galáxia elíptica (E) localizada na direcção da constelação de Pisces. Possui uma declinação de -03° 43' 00" e uma ascensão recta de 0 horas, 06 minutos e 28,4 segundos.
A galáxia NGC 7832 foi descoberta em 20 de Setembro de 1784 por William Herschel.